# 平野長里
平野 長里（ひらの ながさと、正徳6年（1716年）- 寛政元年閏6月4日（1789年7月26日））は、大和交代寄合表御衆田原本6代領主。内田正偏の次男として生まれる。母は毛利元次の娘。久次郎。元服して、正盛と名乗り、平野長暁の娘婿となり、長隆と名乗り、のちに長里に改名した。通称は主水。
寛保3年（1743年）4月3日、長暁が致仕したのち家督を継ぐ。宝暦6年（1756年）8月15日、大番頭となり、12月18日に従五位下遠江守に叙任された。宝暦10年（1760年）10月16日に職を辞する。安永7年（1778年）12月12日に致仕し、嫡男の長純に家督を譲る。寛政元年（1789年）、74歳で没する。法名は義英。
子には長純のほか、酒井忠和室、長常（平野長好養子）らがいる。